# Supercopa de España por M+
Supercopa de España por M+ es un canal de televisión por suscripción español, propiedad de Telefónica, dedicado a todos los partidos de la Supercopa de España desde la 2022-23 hasta 2025.

## Lanzamiento
Movistar anunció el 11 de enero de 2023, tras quedar desierta la comercialización exclusiva de los derechos audiovisuales de la Real Federación Española de Fútbol , el lanzamiento del canal Supercopa de España por M+. Mediante esta fórmula de comercialización  se amplia el alcance de la Supercopa de España para que los aficionados elijan dónde ver la competición ante la mayor oferta de operadores propuesta hasta la fecha.
Además de los once partidos de cada jornada en directo, y los seis partidos de la fase final de la Supercopa de España, Supercopa de España por M+ emite resúmenes y de la competición y programa de Highlights semanales.

## Diales
- 54 de Movistar Plus+;
- 118 de Orange TV;
- 330 de Vodafone TV;
- 43 de Telecable.